# Bertrand Gille
Bertrand Gille (* 24. März 1978 in Valence) ist ein ehemaliger französischer Handballspieler. Er galt in seiner aktiven Zeit als einer der besten Kreisläufer der Welt und wurde 2002 zum Welthandballer des Jahres gewählt. Er ist Offizier des französischen Nationalverdienstordens.

## Karriere

### Verein

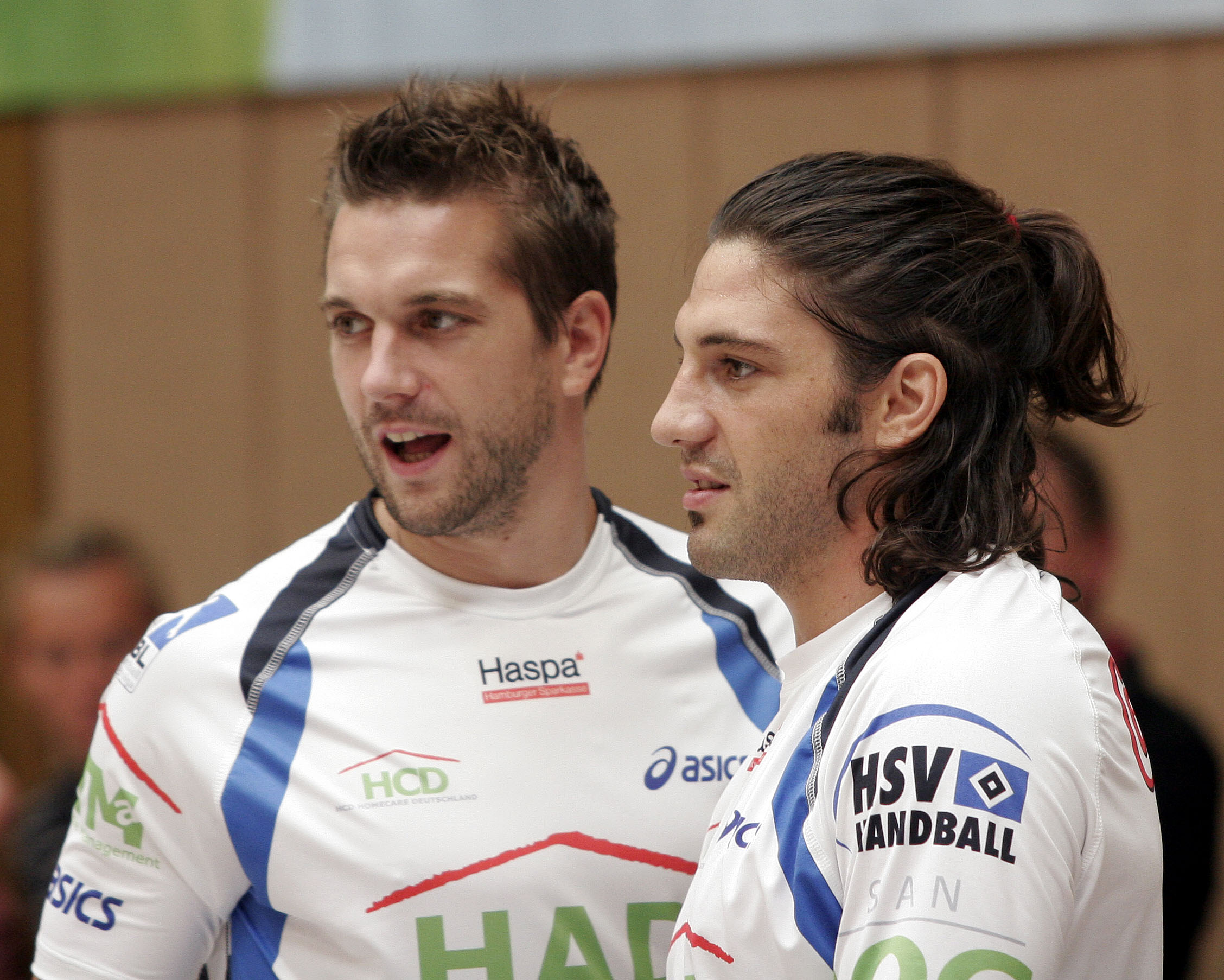
Guillaume und Bertrand Gille

Seine Karriere begann der 1,87 m große und zu seiner aktiven Zeit 98 kg schwere Bertrand Gille in der französischen Kleinstadt Valence beim HBC Loriol. Der Wechsel zum Chambéry Savoie HB im Jahr 1996 bedeutete für Gille auch den Positionswechsel zum Kreisläufer. Mit Chambéry Savoie HB feierte er 2001 die französische Meisterschaft und 2002 den Ligapokalsieg.
Zum 1. Juli 2002 wechselte Bertrand Gille (Rückennummer 14) gemeinsam mit seinem Bruder Guillaume Gille zum HSV Hamburg in die Handball-Bundesliga. Die Brüder gewannen mit dem HSV Hamburg 2006 den DHB-Pokal beim Final Four in der heimischen Color Line Arena in Hamburg sowie im darauf folgenden Jahr den Pokal der Pokalsieger. In der Saison 2010/11 wurde er Deutscher Meister. Im Sommer 2012 kehrte er gemeinsam mit Guillaume nach Frankreich zu Chambéry Savoie HB zurück, wo der jüngste Bruder Benjamin ebenfalls spielt. 2015 beendete er seine Karriere.

### Nationalmannschaft

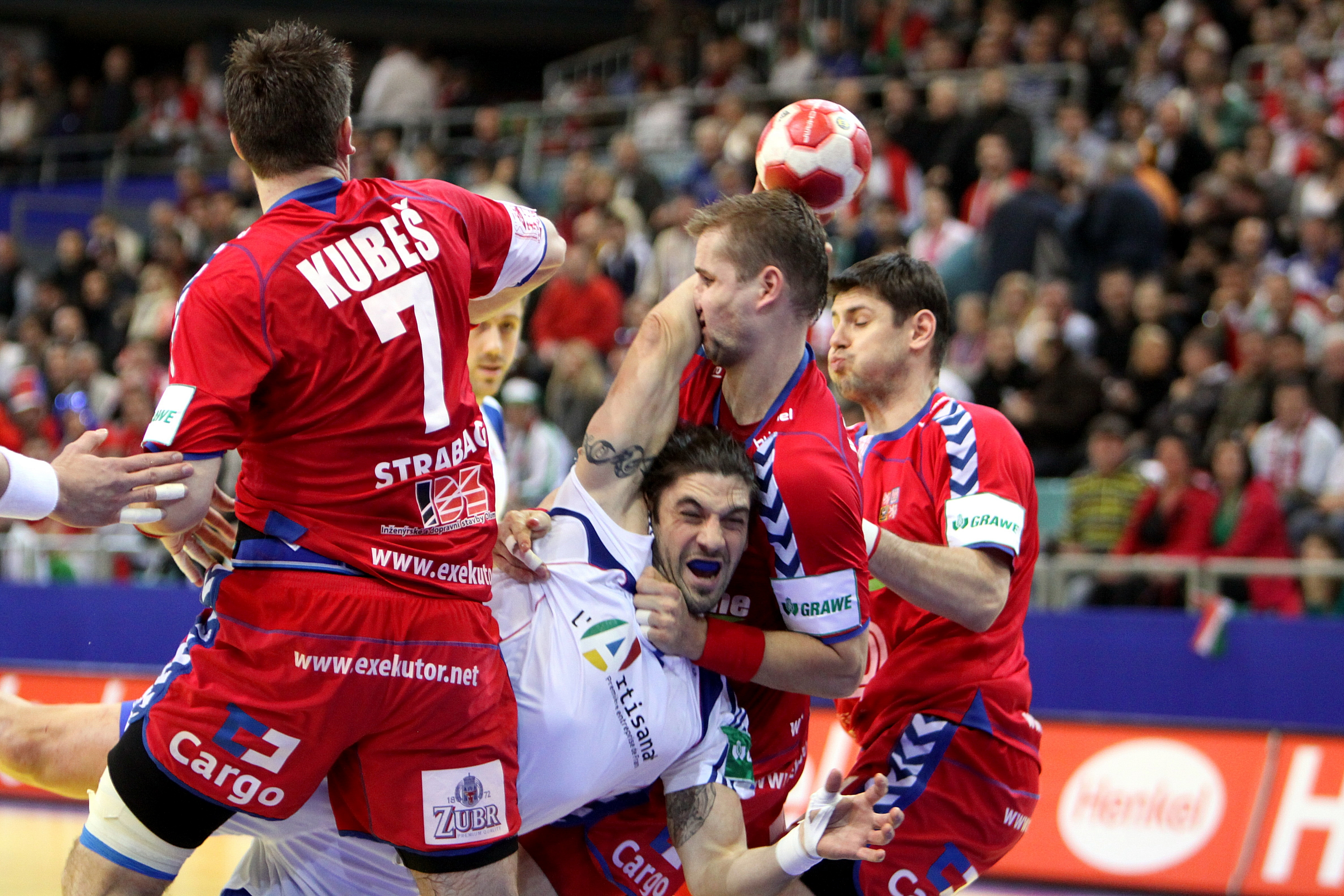
Bertrand Gille im Zweikampf am Kreis

Bertrand Gille war fester Bestandteil der erfolgreichen Französischen Nationalmannschaft der 2000er-Jahre.
Mit der Auswahl wurde er Weltmeister 2001 im eigenen Land. Bei der Europameisterschaft 2006 in der Schweiz konnte er im Endspiel den amtierenden Weltmeister Spanien souverän bezwingen. Zu seinen größten Erfolgen zählen zwei Olympiasiege 2008 und 2012. 2010 konnte er erneut den Europameister- und 2011 den Weltmeistertitel erringen.
Er bestritt 268 Länderspiele, in denen er 806 Tore erzielte.

## Privates
Bertrand Gille ist verheiratet und hat drei Kinder.

## Erfolge
- Weltmeister 2001, 2011
- Europameister 2006, 2010
- All-Star-Team Weltmeisterschaft 2011, Olympische Spiele 2008, Weltmeisterschaft 2001
- Französischer Handballmeister 2001
- Deutscher Meister 2011
- Deutscher Pokalsieger 2006 und 2010
- Pokalfinalist in Deutschland 2004, 2008
- Supercupsieger in Deutschland 2004, 2006 und 2010
- Französischer Pokalsieger 2002
- Europapokal der Pokalsieger 2007
- Bronzemedaille bei der Handball-Europameisterschaft 2008
- Olympiasieger 2008 in Peking und 2012 in London

## Bundesligabilanzen
| Saison    | Verein      | Spielklasse | Spiele | Tore | 7-Meter | Feldtore |
| --------- | ----------- | ----------- | ------ | ---- | ------- | -------- |
| 2002/03   | HSV Hamburg | Bundesliga  | 32     | 154  | 6       | 148      |
| 2003/04   | HSV Hamburg | Bundesliga  | 34     | 139  | 0       | 139      |
| 2004/05   | HSV Hamburg | Bundesliga  | 26     | 126  | 3       | 123      |
| 2005/06   | HSV Hamburg | Bundesliga  | 27     | 101  | 7       | 94       |
| 2006/07   | HSV Hamburg | Bundesliga  | 32     | 124  | 0       | 124      |
| 2007/08   | HSV Hamburg | Bundesliga  | 29     | 99   | 3       | 96       |
| 2008/09   | HSV Hamburg | Bundesliga  | 27     | 76   | 0       | 76       |
| 2009/10   | HSV Hamburg | Bundesliga  | 16     | 25   | 0       | 25       |
| 2010/11   | HSV Hamburg | Bundesliga  | 32     | 51   | 0       | 51       |
| 2011/12   | HSV Hamburg | Bundesliga  | 24     | 40   | 0       | 40       |
| 2002–2012 | gesamt      | Bundesliga  | 279    | 935  | 19      | 916      |

## Auszeichnungen
- Ritter des französischen Nationalverdienstordens[2] (2001)
- Welthandballer des Jahres 2002
- Ritter der Ehrenlegion (2008)
- Ehrenmitglied des HSV Hamburg (2012)
- Offizier des französischen Nationalverdienstordens (2013)